# جورج فورمان
جورج إدوارد فورمان (بالإنجليزية: George Edward Foreman)‏ (10 يناير 1949 - 21 مارس 2025) هو لاعب ملاكمة أمريكي تُوِّج ببطولة العالم في الملاكمة للوزن الثقيل (أكثر من 90.72 كغم) مرتين. كان فورمان أكبر ملاكم سنًا يفوز بلقب بطل العالم في الوزن الثقيل على الإطلاق، إذ حقق ذلك في سن 45 عامًا، بعد تغلبه على مايكل مورر (26 عاماً) في الجولة العاشرة. ووفقًا لمجلة الملاكمة «الحلبة» (The Ring) كتاسع أفضل ملاكم في التاريخ. يُعتبر فورمان واحدًا من بين أعظم 25 ملاكمًا في التاريخ. لُقِّب  بـ «جورج الكبير» (Big George) لضخامته. أصبح بعد اعتزاله الملاكمة، رجل أعمال ناجحًا وقسًّا مسيحيًّا أدار كنيسته الخاصة.
لديه 10 أبناء، خمسة منهم ذكور، أطلق عليهم كلهم اسم «جورج». حصل على الميدالية الذهبية في الملاكمة للوزن الثقيل في عام 1968 بأولمبياد مدينة مكسيكو. من بين 81 نزالاً في الملاكمة، لم يخسر سوى خمس مرات ولقد توفى في تاريخ 21 مارس عام 2025. يروي فيلم "القصة المذهلة لجورج فورمان الكبير" قصة حياته.
بعد طفولة مضطربة، اتجه فورمان إلى الملاكمة للهواة، وفاز بالميدالية الذهبية في فئة الوزن الثقيل في دورة الألعاب الأولمبية الصيفية 1968. وبعد احترافه في العام التالي، حقَّق لقب بطل العالم في الوزن الثقيل بفوز مذهل بالضربة القاضية في الجولة الثانية على جو فريزر، الذي كان حينها غير مهزوم، وذلك عام 1973. دافع عن لقبه مرتين قبل أن يتعرض لأول هزيمة في مسيرته الاحترافية أمام محمد علي في النزال الشهير "Rumble in the Jungle" عام 1974. وبعد فشله في الحصول على فرصة أخرى للمنافسة على اللقب، اعتزل فورمان الملاكمة بعد خسارته أمام جيمي يونغ عام 1977.
بعد ما وصفه بـ"تجربة الولادة الجديدة"، أصبح فورمان قسًّا مسيحيًا مرسومًا. وبعد عشر سنوات من اعتزاله، أعلن عودته إلى الملاكمة من جديد، وفي عام 1994، وهو في سن 45 عامًا، فاز بألقاب بطولة العالم للوزن الثقيل الموحدة وفق اتحادات WBA وIBF والبطولة الخطية، بعد إسقاطه للملاكم مايكل مورر، البالغ من العمر 26 عامًا، بالضربة القاضية. تخلى عن لقب WBA بدلًا من خوض نزال دفاع إلزامي عنه، وبعد دفاع ناجح عن لقبه ضد إكسيل شولتس، تنازل أيضًا عن لقب IBF في 28 يونيو 1995. وعند بلوغه 46 عامًا و169 يومًا، أصبح أكبر بطل عالمي في الوزن الثقيل في التاريخ. كان فورمان الأكبر سنًا على الإطلاق الذي يفوز ببطولة العالم للملاكمة في الوزن الثقيل من بين الألقاب الكبرى، وثاني أكبر بطل في أي فئة وزن بعد برنارد هوبكنز (في وزن خفيف الثقيل). اعتزل فورمان الملاكمة نهائيًا عام 1997 وهو في سن 48 عامًا، بعد تحقيق سجل نهائي من 76 انتصارًا (منها 68 بالضربة القاضية) و5 هزائم، من بينها خسارته الشهيرة أمام محمد علي، الذي وجه له مجموعة ضربات سريعة وصفها فورمان بأنها "أسرع لكمات" رآها في حياته.
تم إدخال فورمان إلى قاعة مشاهير الملاكمة العالمية، وقاعة مشاهير الملاكمة الدولية. وصنفته منظمة أبحاث الملاكمة الدولية كثامن أعظم ملاكم في الوزن الثقيل على مرّ التاريخ. في عام 2002، اختارته مجلة The Ring ضمن قائمة أعظم 25 مقاتلًا خلال آخر 80 عامًا، كما صنفته في المركز التاسع ضمن أعظم الضاربين باللكمات في التاريخ. عمل فورمان مُحلِّلًا لحلقات الملاكمة في شبكة HBO لمدة 12 عامًا حتى عام 2004.
خارج الملاكمة، كان فورمان رجل أعمال ناجحًا، واشتهر بترويجه لشواية جورج فورمان، التي بيع منها أكثر من 100 مليون وحدة حول العالم بحلول عام 2011. وفي عام 1999، باع الحقوق التجارية الخاصة بالشواية مقابل 138 مليون دولار.

## روابط خارجية
- جورج فورمان على موقع IMDb (الإنجليزية)
- جورج فورمان على موقع الموسوعة البريطانية (الإنجليزية)
- جورج فورمان على موقع ميوزك برينز (الإنجليزية)
- جورج فورمان على موقع إن إن دي بي (الإنجليزية)
- جورج فورمان على موقع ديسكوغز (الإنجليزية)
- جورج فورمان على موقع قاعدة بيانات الفيلم (الإنجليزية)
- جورج فورمان على موقع بوكس ريك (الإنجليزية) (registration required)
- جورج فورمان على موقع اللجنة الأولمبية الدولية (الإنجليزية)
- جورج فورمان على موقع أوليمبيديا (الإنجليزية)